# ミスターちん
ミスターちん（1963年10月17日 - ）は、日本のお笑いタレント、鍼灸師、経営者、俳優。本名：三宅 康敏（みやけ やすとし）。血液型：A型。
プロダクション人力舎をスタートとし、Be-company、株式会社NX、株式会社プロダクション尾木を経て、現在は株式会社Ruby・sue（ルビー・スー）に移籍。

## 来歴
大阪府枚方市出身。大阪府立牧野高等学校を卒業後、ダンサー、ミュージカル役者を志望して上京。そのトレーニングも兼ねてショーパブなどで働いていた。そのため、バイトの傍ら劇団四季のオーディションなども度々受けていた。
1986年、ヒロミ・デビット伊東と共にコントグループ「B21スペシャル」を結成、お笑い芸人としてデビューする。グループ活動休止後は、主にグルメリポーターとして活躍。『週刊スタミナ天国』『わんぱくヘルパー』などの番組で才能を発揮し評価を高め、『ジャスト』の「お宅訪問」コーナーでその地位を不動のものとした。
2006年、3年間の交際を経て15歳年下の元アパレル販売員と結婚。長男が誕生し、家庭では「主夫」と自称している。
2000年代後半からは『日曜ビッグバラエティ』のリポーターとして活動するほか、2009年からは『レディス4』で月1レギュラーを務め、「主夫」キャラとして再び注目を浴びている。
芸能活動の傍ら、新宿鍼灸柔整専門学校夜間部に進学し卒業。2014年3月には国家試験にも合格し、タレントとしては珍しいはり師きゅう師の免許を取得した。
2018年5月12日、世田谷区経堂に『はりきゅう治療院 ぶんのいち経堂』 を開業、院長に就任。タレント活動と並行して行っている。

## 人物
- B21スペシャル結成当初はお笑いに最も拒否感を示し、ショーパブでの客からパイ投げを受けるコーナーでも本気で怒るほどであった。そのため脱退を口走ることも多かったが、ヒロミが「辞めないで欲しい」と土下座をしてちんを引き留めた。
- ダンサー志望だった経歴を生かし、初期はバラエティ番組内（『ギャグ満点』エンディング）でもダンスを披露したり、B21でのネタでもダンスを指導していた。
- 芸名の「ちん」は、バイトしていたホストクラブでの源氏名「しん」から。犬のような見た目の可愛さゆえに、「しん」から「ちん」に名が変わったという。プロレスラーのミスター珍とは無関係。
- コントでは主にボケを担当していたが、ツッコミもできる芸人として評価されている。

## 出演

### バラエティ番組
- 週刊スタミナ天国（フジテレビ）
- スターどっきり㊙報告（フジテレビ）
- 世界の超豪華・珍品料理（フジテレビ）
- スタミナ天国ターボ（フジテレビ）
- 加トちゃんマチャミのお台場CHA・CHA!!（フジテレビ）
- スターどっきり大作戦（フジテレビ）
- ごごいち（フジテレビ）
- こたえてちょーだい（フジテレビ）
- とんねるずの本汁でしょう!!（フジテレビ）
- ライオンのごきげんよう（フジテレビ）
- ぶらり途中下車の旅 横浜線編（1999年、日本テレビ）
- ジャスト（TBS）
- そこが知りたい（TBS）
- スーパーモーニング（テレビ朝日）
- ゲーム王（ABC 朝日放送テレビ）
- ゲームカタログ2（1995年9月2日：武道館「ゲームの殿堂」のイベント「ファミ通杯」にゲーム王代表として出演、9月9日ゲームカタログ2に番宣を賭けてゲームでの挑戦をした放送回、テレビ朝日）
- TVチャンピオン（テレビ東京）
- 朝はビタミン!（テレビ東京）
- もう一度 うちの子に会いたい（2014年4月13日、テレビ東京） - リポーター
- 絶対に笑ってはいけない科学博士24時（2016年12月31日、日本テレビ）
- 所さんの学校では教えてくれないそこんトコロ!（テレビ東京） - リポーター

### テレビドラマ
- 白鳥麗子でございます! 1期 第2話（1993年1月21日、フジテレビ）
- 映画みたいな恋したい「死の接吻」（1993年5月29日、テレビ東京）
- 留萌交番日記（1995年4月 - 6月、北海道テレビ放送）
- 金曜エンタテイメント 大がかりな嘘（2003年8月8日、フジテレビ） ※エンドロールには三宅康敏（ミスターちん）とクレジットされている。
- ケータイ刑事 銭形舞 第12話（2003年12月21日、BS-i）
- 世直し順庵!人情剣（2005年10月17日 - 12月12日、テレビ朝日） - 六助 役
- 愛の劇場 吾輩は主婦である（2006年5月22日 - 7月14日、TBSテレビ）
- 金曜ナイトドラマ スシ王子!（2007年7月27日 - 2007年9月14日、テレビ朝日）
- 金曜プレステージ（フジテレビ）
  - 赤い霊柩車26「黒い同窓会」（2010年）
  - ドルチェ（2012年10月） - 斉藤明 役
- ドラマ10 下流の宴 第7話（2010年、NHK）
- ゴーストママ捜査線〜僕とママの不思議な100日〜（2012年7月7日 - 9月15日、日本テレビ） - 藤田悟 役
- 警部補 矢部謙三2（2013年7月5日 - 8月30日、テレビ朝日） - 駄菓子屋マスター 役
- よろず占い処 陰陽屋へようこそ 第6話（2013年11月12日、関西テレビ） - 神林葵 役
- 金曜ロードSHOW! 人生がときめく片づけの魔法（2013年9月27日、日本テレビ） - 梅沢徹 役
- フジテレビ開局55周年特別番組 森光子を生きた女〜日本一愛されたお母さんは、日本一寂しい女だった〜（2014年5月9日、フジテレビ） - 綿谷真太郎 役
- 匿名探偵 最終話（2014年9月5日、テレビ朝日） - 山下 役
- SAKURA〜事件を聞く女〜 第5話（2014年11月17日、TBSテレビ） - 城戸眞一 役
- 土曜ワイド劇場 監察官・羽生宗一〜毒ハブと呼ばれる男（2015年7月4日、テレビ朝日） - 宮本署長 役
- 表参道高校合唱部! 第4話（2015年8月7日、TBSテレビ） - 長谷川 役
- ヒガンバナ〜警視庁捜査七課〜 第5話（2016年2月10日、日本テレビ） - 小野寺 役
- お迎えデス。 最終話（2016年6月18日、日本テレビ） - 高山 役
- 地味にスゴイ! 校閲ガール・河野悦子（2016年10月 - 12月、日本テレビ） - 東山 役
- 奪い愛、冬（2017年1月、テレビ朝日） - 斎藤道彦 役
- いつかこの雨がやむ日まで（2018年8月 - 9月、フジテレビ） - 竹島雄二 役
- 科捜研の女シーズン18（2018年10月18日、テレビ朝日） - 前川啓太郎 役
- 相棒 season17 第10話（2019年1月1日、テレビ朝日） - 川村刑事 役
- NHK大河ドラマ いだてん〜東京オリムピック噺〜 第21話 - 第23話（2019年6月2日 - 16日、NHK） - 校長 役
- ベビーシッター・ギン! 第3話（2019年7月14日、NHK BSプレミアム） - 相沢祥吾（サトミの父） 役
- 警視庁ゼロ係〜生活安全課なんでも相談室〜SEASON4 第4話（2019年8月9日、テレビ東京） - 佃卓也 役
- 最上の命医2019（2019年10月2日、テレビ東京） - 増田浩史 役
- ミリオンジョー 第10話（2019年12月12日、テレビ東京） - 田崎支店長 役
- レッドアイズ 監視捜査班 第1話（2021年1月23日、日本テレビ） - 岩槻光哉 役
- 警視庁・捜査一課長 Season5 第5話（2021年5月13日、テレビ朝日）  - 榎本一 役
- 遺留捜査 第7シーズン 第6話（2022年8月18日、テレビ朝日） - 弓長健一郎 役
- 仮面ライダーギーツ 第1・7・48・49話（2022年9月4日・10月16日・2023年8月20日・8月27日、テレビ朝日） - 福岡福男 役[4]
- 無用庵隠居修行 第6作（2022年9月20日、BS朝日） - 田中一朗太 役
- リバーサルオーケストラ 第1話・第2話（2023年1月11日・18日、日本テレビ） - 堤朋久 役
- 日本統一 関東編 第9話（2023年6月8日、日本テレビ） - 川村首相 役
- 晩酌の流儀2（2023年7月8日 - 9月23日、テレビ東京） - 珍山 役[5]
  - 晩酌の流儀3（2024年6月29日 - 9月21日、テレビ東京）[6]
  - 晩酌の流儀4 〜夏編〜（2025年6月28日 - 、テレビ東京）[7]
- 厨房のありす（2024年、日本テレビ） - 太田俊彦 役
- 366日 第6話 -（2024年5月13日 - 、フジテレビ系） - 小川文雄 役[8]
- 家政夫のミタゾノ 第7シーズン 第1話（2025年1月14日、テレビ朝日） - 田中たかし 役[9]

### 映画
- 溺れる魚（2001年、東映） - 司会者 役
- 自虐の詩（2007年、松竹） - 難波警部 役
- 人魚の眠る家（2018年、松竹）
- ハザードランプ（2022年、公開中止、東映ビデオ）
- レット・イット・ビー 〜怖いものは、やはり怖い〜（2023年5月12日、ARI Production）赤木勝 役

### Vシネマ
- 新 銀鮫 六本木金融伝説（2000年） - ホストクラブオーナー 山際
- ウルトラマンネオス 第11話・第12話（2001年、円谷プロ） - 究極進化帝王メンシュハイト

### Webドラマ
- ウルトラマンオーブ THE ORIGIN SAGA（2016年12月26日 - 2017年3月13日、Amazonプライム・ビデオ） - 青井洋介 役
- SICK'S 恕乃抄 〜内閣情報調査室特務事項専従係事件簿〜 第壱話（2018年4月、Paravi） - 公安部の上司 役

### オリジナルビデオ
- さのばびっち（1993年）笑いとエッチの異種交配バラエティ・ビデオ
  - さのばびっち 第壱巻 プル2編
  - さのばびっち 第弐巻 クチュ2編